# Baca
Baca (románul: Bața) falu Romániában, Erdélyben, Beszterce-Naszód megyében.

## Források

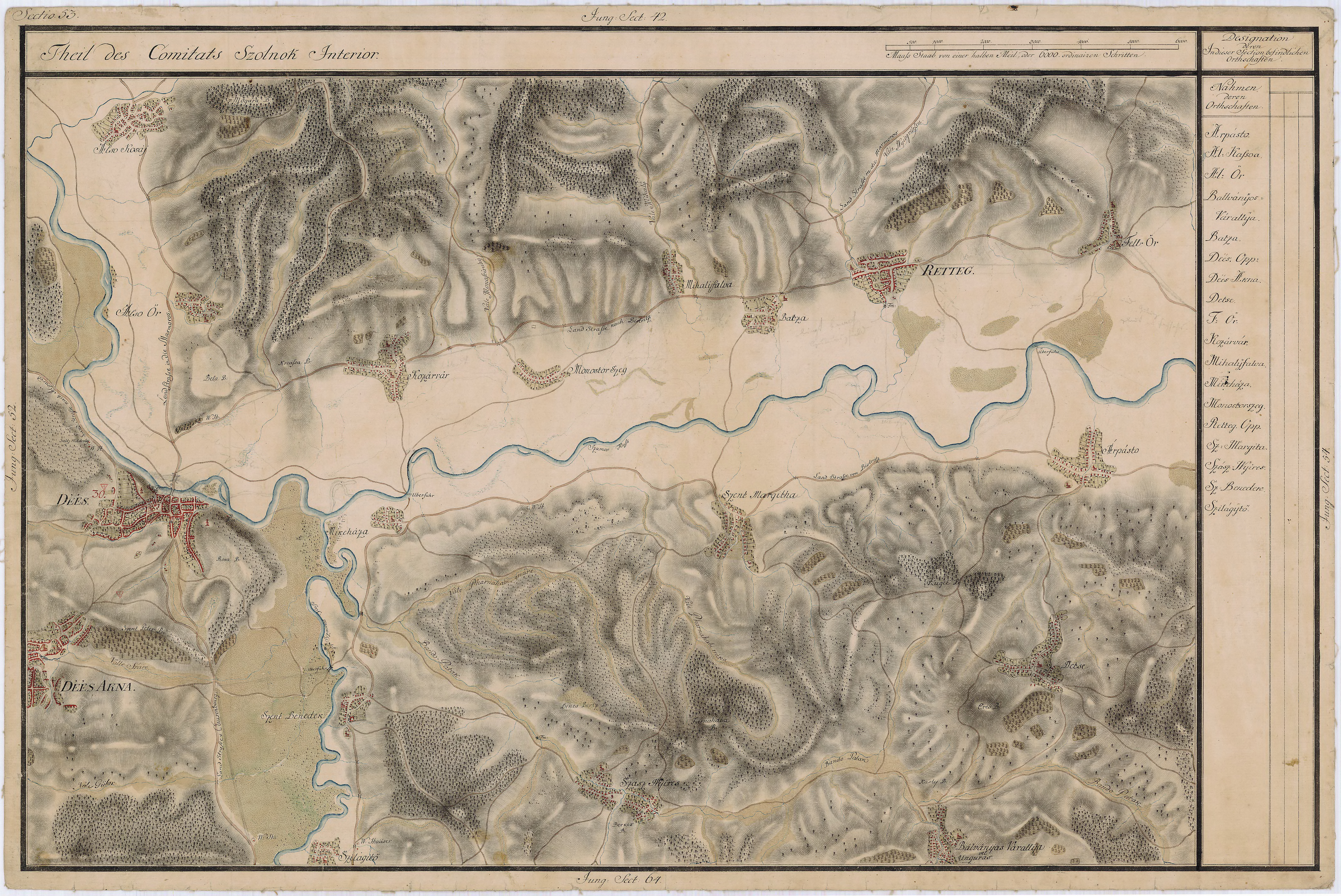
Baca, Báca és környéke egy régi térképen